# Friedrich Wichert
Friedrich August Wichert (* 1820 in Kleve, Provinz Jülich-Kleve-Berg; † 29. Oktober 1846 in Düsseldorf) war ein deutscher Landschaftsmaler der Düsseldorfer Schule.

## Leben
Ab 1834 studierte Wichert Malerei an der Kunstakademie Düsseldorf. In den Jahren 1836 bis 1843 war er Schüler der Landschafterklassen von Johann Wilhelm Schirmer. Wichert galt als großes Talent und verstarb bereits im Alter von 26 Jahren. Der Düsseldorfer Schriftsteller Wolfgang Müller von Königswinter charakterisierte ihn als „landschaftlichen Stimmungsmaler“ und „Waldmaler“. Er schrieb 1854 über ihn:

„Seine frühe Begabung für runde, volle Composition, tiefe Stimmungen und naturtreue Ausführung ließen eine ungewöhnliche Entwickelung erwarten. In seinen Eichen, Buchen und Tannen zeigte sich eine große Verwandtschaft mit den Arbeiten Lessing’s. Er war gleich anziehend in seinen Sommer- und Winterbildern, die von dem wunderbar frischen Naturgefühl des Künstlers zeugten. Auch seine Zeichnungen sind meisterhaft. Man kann das Waldleben nicht getreuer und frischer dargestellt sehen. Eine langwierige, trostlose Krankheit hat das frische, hoffnungsvolle Leben abgeschnitten, bevor es zur vollen Ausbildung gekommen war.“